# Vágáshuta
Vágáshuta (szlovákul: Vágašská Huta) község Borsod-Abaúj-Zemplén vármegyében, a Sátoraljaújhelyi járásban. 205 hektáros kiterjedésével a vármegye legkisebb közigazgatási területű települése, és országosan is a legkisebbek közé tartozik.

## Fekvése
A Zempléni-hegység középső részén helyezkedik el, Pálházától délre, a megyeszékhely Miskolctól mintegy 95 kilométerre keletre. Két különálló településrésze: a belterület északi részén Kispart, a délkeleti részén pedig Nagypart.
Határszéle szinte minden irányból Kovácsvágáshoz tartozó külterületekkel érintkezik, csak kelet felől határos egy másik községgel, Mikóházával.

### Megközelítése
Zsáktelepülés, csak közúton, s úgy is csak egy útvonalon érhető el: Pálháza keleti szélén a 3719-es útról dél felé letérve, a 37 127-es számú mellékúton, Kovácsvágás központján keresztül.

## Története
A történelmi Abaúj vármegye egykori határán, a zempléni erdők között megbújva fekszik a község. Vágáshutát településszerkezeti szempontból szinte egyedülálló, három nagy egységre osztják a felszíni formák: Dolina (a völgyben), Kispart és Nagypart. A község kisparti és nagyparti területéről páratlan élményt nyújtó panoráma jelenti a település egyik vonzerejét, továbbá a kirándulásra és túrázásra alkalmas erdőség.
A falu a 18. században telepített üveghutából alakult ki, amely a forrásokban mint Prédahegyi huta szerepel. „...mert azon erdők melyek közepette vagyon a’ hutta, mindenki által prédáltatott.” (1864, Kecer Miklós jegyző.) Első lakói a hutás mesterek és legényeik voltak. A huta munkásain kívül, szlovák fakitermelők, nyersanyag-előkészítő munkások telepedtek le a felvidéki falvakból.
Nyelvjárásuk szerint Gömör, és Árva vármegyékből érkeztek az itt dolgozó szlovákok. A falu, az üveghuta működéséhez szükséges faanyag kitermelése után az irtványokra települt a 18-19. században, így a telkek szétszórtan a völgy két oldalán helyezkednek el: a Nagyparton és a Kisparton. A huta bérlője Behinya Vencelné, már 1806-ban kérte Károlyi Józsefnét „fa szűkinek miatta”, hogy a új helyen a Kemencepatak nevű erdőrészen építhessen új műhelyt, de elutasították, mivel az érintett terület pereskedés alatt állt. Így tovább működött az üzem az eredeti helyén, az 1810-es évekig, a faanyag kimerüléséig. Az itt maradt zselléreknek az irtásföldek nem adtak biztos megélhetést, ezért a férfilakosság vándoriparos munkával kereste kenyerét: az 1920-as évekig ablakosok voltak. Üveges munkákkal főleg táblaüvegekkel kereskedtek, amit a hátukon cipeltek (innen a szólás, hogy „Ez úgy hiányzott nekünk, mint üvegestótnak a hanyattesés”). Trianon után drótosok, később a cserépedények használatának megszűnésekor fémedényfoltozók lettek. Ezzel a munkával főleg a Bodrogköz, Hegyalja és Hernádvölgy falvait járták, de eljártak Szabolcsba és Hatvan környékére is.
Télen egyéb munkákkal egészítették ki keresetüket: favágással, szerszámkészítéssel.
A kevés művelhető földet az asszonyok művelték meg, a férfilakosság távolléte miatt. Ez a munka a meredek hegyoldalakon sok fáradsággal járt. Az erdei termések gyűjtésének is nagy jelentősége volt: fontos jövedelemkiegészítő volt pl. a gombaszedés. Az erdei termékeket, a sárospataki és sátoraljaújhelyi piacokon értékesítették. A férfiak aratni, az asszonyok különféle kendermunkákat végezni jártak a Bodrogközbe, amivel egyrészt a gabonát, másrészt a fonni való kendert keresték meg. A vándoriparral az 1960-as években hagytak fel.
Jelentős volt az állattartás az 1800-as évek végén, ekkor 117 db, 1935-ben 180 db szarvasmarhát tartottak, ami az 1980-as évekig fontos megélhetési forrás volt. Az állattartás visszaszorulásával a falu elszegényedése és a munkaképes lakosság elvándorlása is megindult.

## Közélete

### Polgármesterei
- 1990–1994: Mahut Géza (független)[5]
- 1994–1998: Mahut Géza (független)[6]
- 1998–2002: Mahut Géza (független)[7]
- 2002–2006: Kuma József (független)[8]
- 2006–2010: Frank Tamás Gábor (független)[9]
- 2010–2014: Frank Tamás Gábor (független)[10]
- 2014–2016: Ignácz Miklósné (független)[11]
- 2016–2019: Csorba György Józsefné (független)[12]
- 2019–2024: Csorba György Józsefné (független)[13]
- 2024– : Drengubák József (független)[1]

A településen 2016. június 12-én időközi polgármester-választást (és képviselő-testületi választást) tartottak, az előző képviselő-testület önfeloszlatása miatt.

## Népesség
A település népességének változása:
| Lakosok száma | 79   | 74   | 78   | 101  | 80   | 88   | 89   |
|               | 2013 | 2014 | 2015 | 2021 | 2022 | 2023 | 2024 |

2001-ben a település lakosságának 81%-a magyar, 19%-a szlovák nemzetiségűnek vallotta magát.
A 2011-es népszámlálás során a lakosok 100%-a magyarnak, 40,8% szlováknak mondta magát (a kettős identitások miatt a végösszeg nagyobb lehet 100%-nál). A vallási megoszlás a következő volt: római katolikus 77,5%, református 5,6%, görögkatolikus 1,4%, felekezeten kívüli 1,4% (14,4% nem válaszolt).
2022-ben a lakosság 88,8%-a vallotta magát magyarnak, 16,3% szlováknak, 1,3% cigánynak, 7,5% egyéb, nem hazai nemzetiségűnek (10% nem nyilatkozott; a kettős identitások miatt a végösszeg nagyobb lehet 100%-nál). Vallásuk szerint 43,8% volt római katolikus, 6,3% református, 8,8% görög katolikus, 5% felekezeten kívüli (36,3% nem válaszolt).

## Nevezetességei
A falut mind a mai napig jelentős számú szlovák nemzetiség lakja. Hagyományaikat gondosan őrzik: népdalkör, tájház gondozza a szellemi és tárgyi emlékeiket. A Vágáshutai Hagyományőrző Vegyes Népdalkör számos rendezvényen, kórustalálkozón szerepel szép eredményekkel, immár évtizedek óta. Az évről évre megrendezésre kerülő falunap, főzőverseny, közös ünnepségeken való részvétel a falu kulturális életének szerves részét képezik és az őslakosok, illetve az egyre bővülő üdülőközösség jó kapcsolatát erősíti.
A kultúra terén igen sokat tesz a községért a Vágáshutáért Közhasznú Egyesület. Tagjai és vezetősége lelkes patrónusai bármely rendezvénynek és a helyi hagyományápolásnak, nemcsak anyagi segítséget nyújtva, hanem aktív szerepet vállalva ezek megrendezésében és lebonyolításában is.
A település szabadtéri színpadán fogadja évről évre a Nemzetiségi Dalostalálkozó számos fellépő csoportját a Vágáshutai Hagyományőrző Vegyes Népdalkör.
A településen áthalad az Országos Kék Túra útvonala, de ezen kívül is egyre látogatottabb turisztikai célpont ez a különleges fekvésű hely. Ma már több erdei pihenőhely, szalonnasütő és tanösvény nyújt változatosabb programlehetőséget az idelátogató kirándulóknak a falu határában. Az állattartás lassacskán újból visszatér, egyre több portán újból megjelent a baromfi, egy-két helyen jelen van ló és néhány, a hegyvidéki tájban legelésző gimesi rackajuh is növeli a látványosságot fűszerezve e hegyvidéki falu hangulatát.
- Római katolikus templom
- Szlovák tájház
- Faragott szobrok (a 2003-ban megrendezett alkotótábor során készült alkotások)

## Külső  hivatkozások
- Vágáshuta
- Kováts Dániel: Az Abaúji hegyköz helynevei (Kazinczy Ferenc Társaság, 2000)